# الافيوش (إب)

تعديل مصدري - تعديل

عزلة الافيوش هي أحدى عزل مديرية مذيخرة العدين محافظة إب في محافظة إب ويبلغ عدد سكانها 8870 نسمة حسب التعداد السكاني في اليمن لعام 2004.

## روابط خارجية
- الجهاز المركزي للإحصاء بالجمهورية اليمنية